# Internationella modersmålsdagen
Internationella modersmålsdagen är en temadag som infaller varje år den 21 februari, och instiftades av Unesco i november 1999 för att främja språklig mångfald. Det är samma datum som den dag år 1952 då studenter i Dhaka besköts och dödades av den pakistanska polisen när de demonstrerade för att Bengali skulle erkännas som officiellt språk i Pakistan som då också bestod av nuvarande Bangladesh.

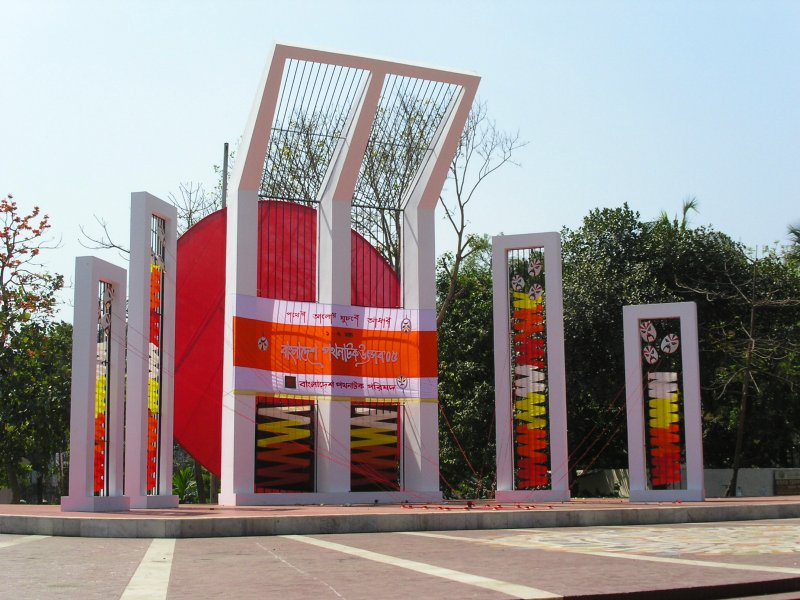
Minnesmärket Shaheed Minar vid Dhaka University Campus i Bangladesh, rest till minne om offren för demonstrationen för Bengali den 21 februari 1952.

Dagen firades för första gången den 21 februari 2000. Att skapa medvetenhet om språkliga och kulturella traditioner, en kunskap baserad på förståelse, tolerans och dialog är syftet med uppmärksammandet av modersmålsdagen.